# Kristine Bayley
Kristine Bayley (Perth, 22 de junio de 1983) es una deportista australiana que compitió en ciclismo en la modalidad de pista. Su hermano Ryan y su esposo Shane Perkins compitieron en el mismo deporte.
Ganó una medalla de bronce en el Campeonato Mundial de Ciclismo en Pista de 2007, en la prueba de velocidad por equipos.

## Medallero internacional
| Campeonato Mundial | Campeonato Mundial         | Campeonato Mundial | Campeonato Mundial    |
| Año                | Lugar                      | Medalla            | Competición           |
| ------------------ | -------------------------- | ------------------ | --------------------- |
| 2007               | Palma de Mallorca (España) | Medalla de bronce  | Velocidad por equipos |